# Days (観月ありさの曲)
「Days」（デイズ）は、日本の女性歌手、観月ありさの14枚目のシングル。

## 解説
- 自身が主演したフジテレビ系ドラマ『ナースのお仕事2』の主題歌。
- avex tuneに移籍して最初のシングル。
- 当時Every Little Thingのメンバーだった五十嵐充が作詞・作曲をしている。

## 収録曲
1. Days
作詞・作曲・編曲：五十嵐充　
フジテレビ系ドラマ『ナースのお仕事2』主題歌。
2. walk into the lights
作詞：鈴木計見、作曲・編曲：星野靖彦
3. Days (Instrumental)
4. walk into the lights (Instrumental)

## 収録アルバム
- FIORE II Alisa Mizuki Best Song Collection
- innocence
- HISTORY〜ALISA MIZUKI COMPLETE SINGLE COLLECTION〜
- VINGT-CINQ ANS